# Lars Björck (läkare)
Lars Björck, född 1949, är en svensk läkare och medicinsk forskare.
Björck disputerade 1981 vid Lunds universitet, där han är professor i infektionsmedicin, efter att tidigare ha varit professor i medicinsk kemi.
Hans forskning gäller samspel mellan proteiner hos parasiter inklusive bakterier och deras värddjur i samband med infektioner.
Björck invaldes 2006 som ledamot av Kungliga Vetenskapsakademien.
2006 tilldelades han Söderbergska priset i medicin.
2022 tilldelades han av Kungliga Fysiografiska sällskapet det Westrupska priset, som uppgick till 1 miljon kronor.